# Hải âu Laysan
Hải âu Laysan (tên khoa học: Phoebastria immutabilis) là một loài chim biển cỡ lớn phân bố rộng khắp Bắc Thái Bình Dương. 99,7% số cá thể loài này được tìm thấy trên quần đảo Tây Bắc Haiwaii. Với màu xám và trắng giống với mòng biển, chúng là loài chim hải âu phổ biến thứ hai trong quần đảo Hawaii, với số lượng ước tính khoảng 2,5 triệu cá thể, và hiện số lượng đang mở rộng ra các khu vực đảo lân cận. Hải âu Laysan được mô tả lần đầu bởi Lionel Walter Rothschild vào năm 1893 với tên diomedea immutabilis dựa trên một mẫu vật được tìm thấy tại đảo Laysan. Chính vì vậy, sau này chúng đã được đặt tên là hải âu Laysan.

## Mô tả
Loài hải âu này có chiều dài trung bình 81 cm (32 in), sải cánh đạt 195–203 cm (77–80 in). Trong khi con đực có trọng lượng từ 2,4-4,1 kg (5,3-9,0 lb) thì con cái nhỏ hơn, với cân nặng chỉ khoảng từ 1,9-3,6 kg (4,2-7,9 lb). Hải âu Laysan có lông màu đen-xám vùng lưng, cánh, đuôi trong khi phần dưới cánh và bụng có màu trắng. Xung quanh mắt có vùng đen bao quanh. Mỏ của chúng có màu hồng nhạt riêng phần đầu mỏ có màu tối. Con non có chiếc mỏ màu xám, và một màu lông cực kỳ khác biệt so với các con trưởng thành.
Hải âu Laysan rất dễ dàng nhận biết ở Bắc Thái Bình Dương nhờ môi trường sống tương đối tách biệt cùng với màu lông và kích thước so với các loài hải âu khác sống trong khu vực như loài hải âu chân đen hay hải âu đuôi ngắn. Chúng có bộ lông giống với một con mòng biển.

## Phân bố và môi trường sống
Hải âu Laysan phân bố rộng rãi trên khắp Bắc Thái Bình Dương dao động trong khoảng từ Nhật Bản đến biển Bering và phía nam đến 15° Bắc với 16 địa điểm làm tổ. 99,7% loài chim này được tìm thấy trên quần đảo Tây Bắc Hawaii với đàn sinh sản chính ở quần đảo Hawaii, đặc biệt là các đảo Midway và đảo Laysan. Các quần thể nhỏ được tìm thấy tại quần đảo Ogasawara gần Nhật Bản, các bãi cạn Frigate Pháp, và đã bắt đầu lan rộng ra các hòn đảo ngoài khơi México như đảo Guadalupe và một số địa điểm thuộc quần đảo Revillagigedo.

## Tập tính

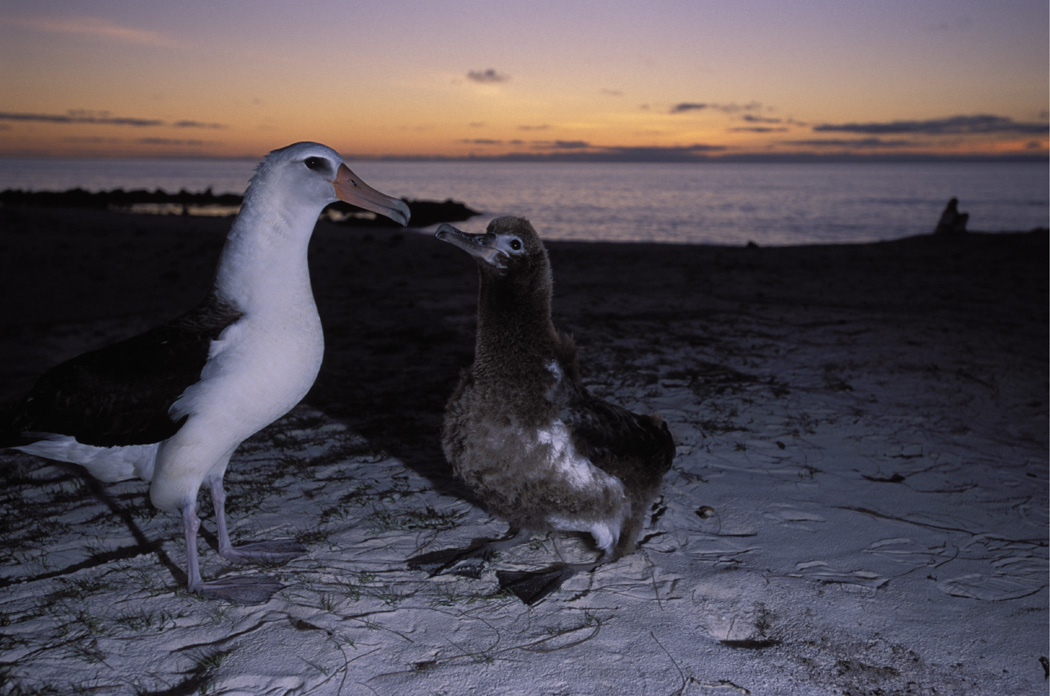
Hải âu Laysan và con của nó ở rạn san hô vòng Midway

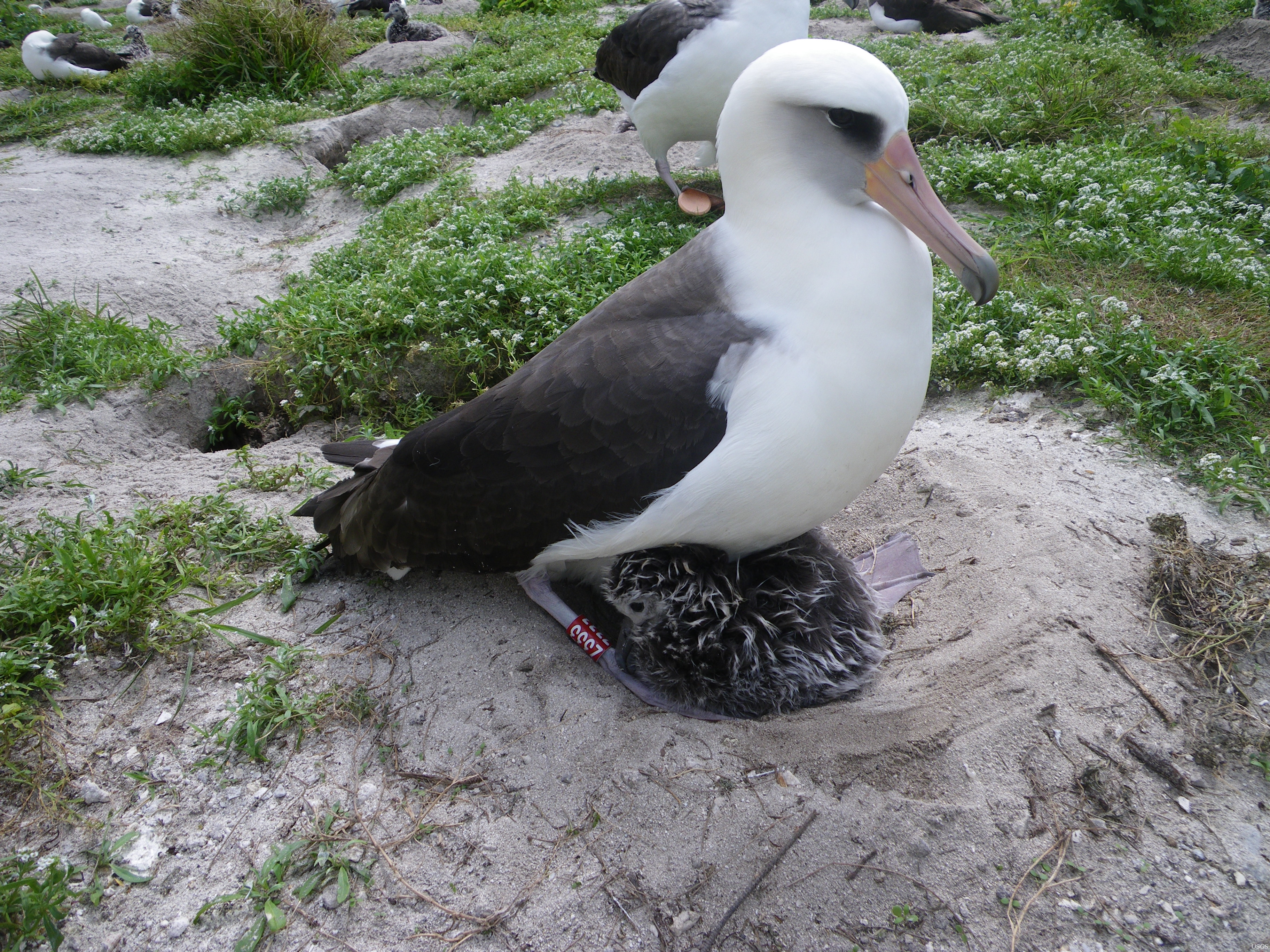
Một con cái đạt 62 tuổi được ghi nhận vào tháng 3 năm 2011

Hải âu Laysan là loài chim ít phát ra tiếng kêu, nhưng khi chúng có thể nghe thấy phát ra những tiếng dài "moo", giảm dần, hoặc ngắt đoạn. Một con chim mái tên là "Wisdom" được cho là "chim hoang dã già nhất" ở tuổi 62.

### Sinh sản
Chúng sinh sản khi đạt ít nhất từ 7 đến 8 năm tuổi. Hải âu Laysan không phải là loài chim di trú, chúng làm tổ trên các đảo nhỏ và rạn san hô vòng với số lượng lớn, và xây dựng tổ phụ thuộc vào môi trường xung quanh từ những chiếc tổ đơn giản hình muỗng trên bãi cát đến những chiếc tổ trên thảm thực vật Chúng có một chu kỳ sinh sản kéo dài hàng năm, mặc dù một số ít sinh sản đứt quãng. Chim non trở lại nơi chúng sinh ra sau ba năm. Trong từ 4 đến 5 năm hình thành liên kết cặp đôi với một người bạn đời mà chúng sống cùng nhưng không giao phối lần đầu tiên cho đến khi đạt 7 đến 8 năm tuổi. Việc tán tỉnh chim cái là nghi thức bao gồm các điệu nhảy có đến 25 động tác. Thỉnh thoảng cũng bắt gặp những cặp chim đồng tính bao gồm hai con cái. Điều này đã được quan sát thấy trên đảo Oahu Hawaii, nơi mà tỷ lệ giới tính của nam so với nữ là 2 phần 3. Những con cái lẻ loi ghép đôi với nhau. Trứng được các con đực đã ghép đôi ấp giúp.
Hải âu cái đẻ duy nhất một trứng  có màu trắng da bò. Cả hai loài cùng ấp trứng, con đực ấp khoảng 65 ngày đầu tiên và trứng nở vài tuần sau đó, rồi cả hai con đực và con cái ra biển kiếm ăn để cung cấp thức ăn cho con non đang phát triển. Con non mất khoảng 160 ngày để phát triển bộ lông của chúng. Trong thời gian này, bố mẹ chúng dạy chúng việc tán tỉnh và được cho ăn một loại dầu tiết ra từ dạ dày cha mẹ chúng.
Hải âu Laysan và hải âu chân đen đã được biết đến là có giao phối với nhau. Giống như tất cả chim hải âu cỡ lớn, hải âu Laysan được biết đến là một loài chim sống lâu. Tuổi thọ dài nhất xác nhận cho một loài chim biển hoang dã là một con hải âu Laysan đực có tuổi thọ 53 năm. Một số loài hải âu khác được cho là có tuổi thọ tương tự hoặc thậm chí có thể vượt quá con số này, nhưng được cho là đến nay không còn tồn tại hoặc rất ít thông tin.

### Thức ăn
Thức ăn chủ yếu của loài hải âu này là các loài động vật chân đầu , nhưng chúng cũng ăn các loài cá, động vật giáp xác và động vật không xương sống khác.

## Bảo tồn
| Địa điểm sinh sản                      | Số lượng cặp | Xu hướng                            |
| -------------------------------------- | ------------ | ----------------------------------- |
| Rạn san hô vòng Midway                 | 441.178 cặp  | Ổn định từ năm 1992 tới 2005        |
| Đảo Laysan                             | 103.689      | Ổn định từ năm 1992 tới 2005        |
| Các bãi cạn Frigate Pháp               |              | Ổn định từ năm 1992 tới 2005        |
| Các đảo khác ở tây bắc quần đảo Hawaii |              |                                     |
| Torishima                              | 1.218        | Không rõ                            |
| Quần đảo Ogasawara                     | 23           | Không rõ                            |
| Islas Guadalupe                        | 337          | Tăng                                |
| Các đảo khác ngoài khơi México         | 63           | Tăng                                |
| Tổng                                   | 590,926      | Giảm 30 tới 49% so với 85 năm trước |

IUCN đã phân loại hải âu Laysan là loài sắp nguy cấp do bị suy giảm quần thể mạnh mẽ; tuy nhiên, các nghiên cứu gần đây cho thấy số lượng có thể đang được phục hồi. Hải âu Laysan bị săn bắn rất nhiều trong những năm đầu của thế kỷ 20, với số lượng lên tới hàng trăm ngàn con mỗi năm khiến chúng bị quét sạch khỏi đảo Wake và rạn san hô vòng Johnston. Vì vậy, tình trạng bảo vệ khẩn cấp số lượng loài còn lại tại quần đảo Tây Bắc Hawaii. Tại một số nơi, chúng còn bị đe dọa bởi loài mèo hoang và kiến.
Hải âu Laysan phân bố trên diện tích rộng tới 38.800.000 km² (15.000.000 mi²) và diện tích vùng sinh sản trải rộng khoảng 3.500 km² (1.400 mi²) với số lượng khoảng 1.180.000 chim trưởng thành (ước tính vào năm 2006). Hơn 90% số cặp sinh sản (551.940 cặp) tập trung tại rạn san hô vòng Midway, đảo Laysan và các bãi cạn Frigate Pháp. Đảo Ogasawara có 23 cặp và ngoài khơi Mexico có khoảng 400 cặp với 337 cặp tại đảo Guadalupe. Tại vùng tây bắc quần đảo Hawaii, số lượng cá thể đã suy giảm tới 32% trong thời kì 1992-2002. Tuy nhiên, trong ba năm tiếp theo, chúng đã có sự phục hồi và ổn định. Loài này đã bị tuyệt chủng tại đảo Wake, rạn san hô vòng Johnston và Minami Torishima. Trong khi đó, số lượng cá thể lại gia tăng đáng kể ở Mexico.

### Rạn san hô vòng Midway

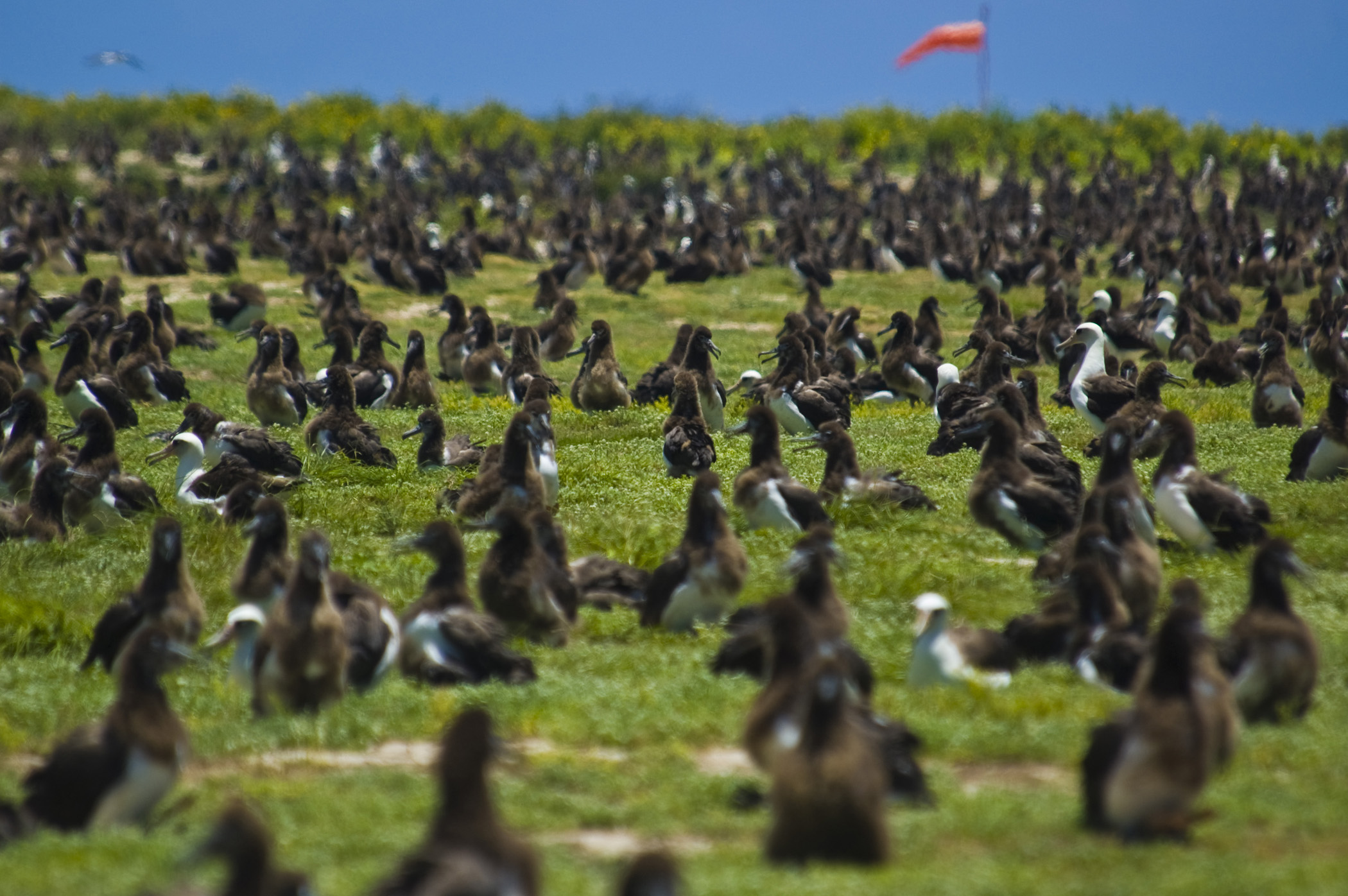
Hải âu Laysan sinh sản trên rạn vòng Midway

Tình trạng nhiễm độc chì đã giết chết hàng ngàn con hải âu Laysan mỗi năm tại rạn san hô vòng Midway (một phần của Tượng đài Quốc gia Hải dương Quần đảo Tây Bắc Hawaii được tổng thống Hoa Kỳ George W. Bush ký thành lập vào tháng 6 năm 2006, và bây giờ được gọi là khu bảo vệ hải dương quốc gia Papahānaumokuākea). Hải âu Laysan được bảo vệ trên toàn cầu và được liệt kê như là loài dễ bị tuyệt chủng của IUCN, và là một loài đặc biệt ở Khu bảo tồn Thiên nhiên hoang dã Rạn san hô vòng Midway mới được thành lập.
Những con hải âu con sinh ra tại trên 90 tòa nhà quân sự bị bỏ lại bởi lực lượng hải quân đã nuốt chíp sơn có chất chì khiến nồng độ chì trong máu của chúng tăng cao, dẫn đến rối loạn thần kinh nghiêm trọng và chết. George Fenwick, chủ tịch của Tổ chức Bảo tồn Chim Hoa Kỳ đã diễn giải "Quỹ liên bang đang khẩn trương làm sạch đống lộn xộn độc hại này để bảo vệ hải âu Laysan cũng như du khách du lịch trong tương lai khi tới đài tưởng niệm biển quốc gia".
Nghiên cứu khoa học cho thấy 10.000 cá thể hay 5% số con non có thể bị chết hàng năm do tiếp xúc với sơn chì. Nhiều con hải âu làm tổ trong vòng bán kính 5 mét xung quanh các tòa nhà quân sự biểu lộ một tình trạng "uể oải" khiến những con non không có khả năng bay, khiến khi bay chúng như bị kéo xuống mặt đất dẫn đến tình trạng gãy xương và các vết thương hở, chúng không kiếm ăn được, từ đó sẽ chết đói. Những con hải âu tiếp xúc với khu vực có nồng độ chì cao khiến nồng độ chì trong máu tăng cao, gây suy giảm miễn dịch đối với hệ thần kinh và thận, giảm đáng kể cơ hội sống sót.
Bộ Nội vụ Hoa Kỳ (DOI) ước tính rằng để làm sạch sơn chì độc hại trên rạn san hô vòng Midway tốn chi phí khoảng 5,6 triệu đô la Mỹ. 95 tòa nhà chính phủ liên bang phải bị loại bỏ sơn có chất chì, và vùng cát xung quanh các tòa nhà cũ này cần phải được triệt để sàng lọc để loại bỏ các chíp sơn có chì. Khi đại diện của Tổ chức Bảo tồn chim Hoa Kỳ trình bày mức độ ảnh hưởng nghiêm trọng cùng các mối đe dọa này ngày càng tăng cho các quan chức của DOI, họ đã nói rằng tại Tượng đài Quốc gia Hải dương Quần đảo Tây Bắc Hawaii không có bất kỳ khoản tiền nào của liên bang dành cho hoạt động của tổ chức nhằm bảo vệ các loài chim ở đây. Hơn nữa, các quan chức DOI nói rằng hiện nay ngân sách liên bang cho hệ thống nơi trú ẩn động vật hoang dã của quốc gia sẽ là không đủ để ngăn chặn những con hải âu Laysan tiếp xúc với chất sơn chì độc hại.

## Hình ảnh

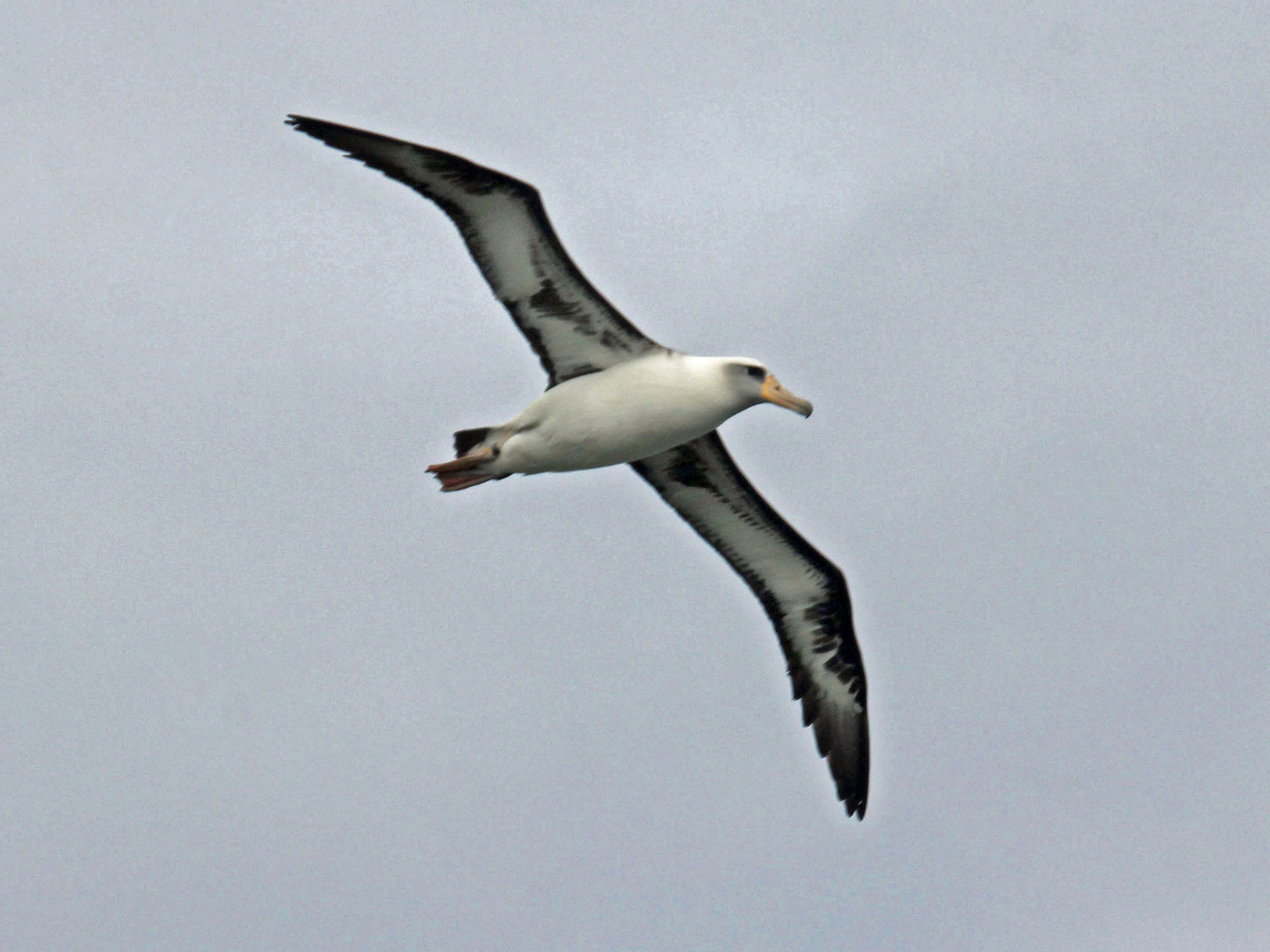
Tại Kilauea Point, đảo Kauai, Hawaii
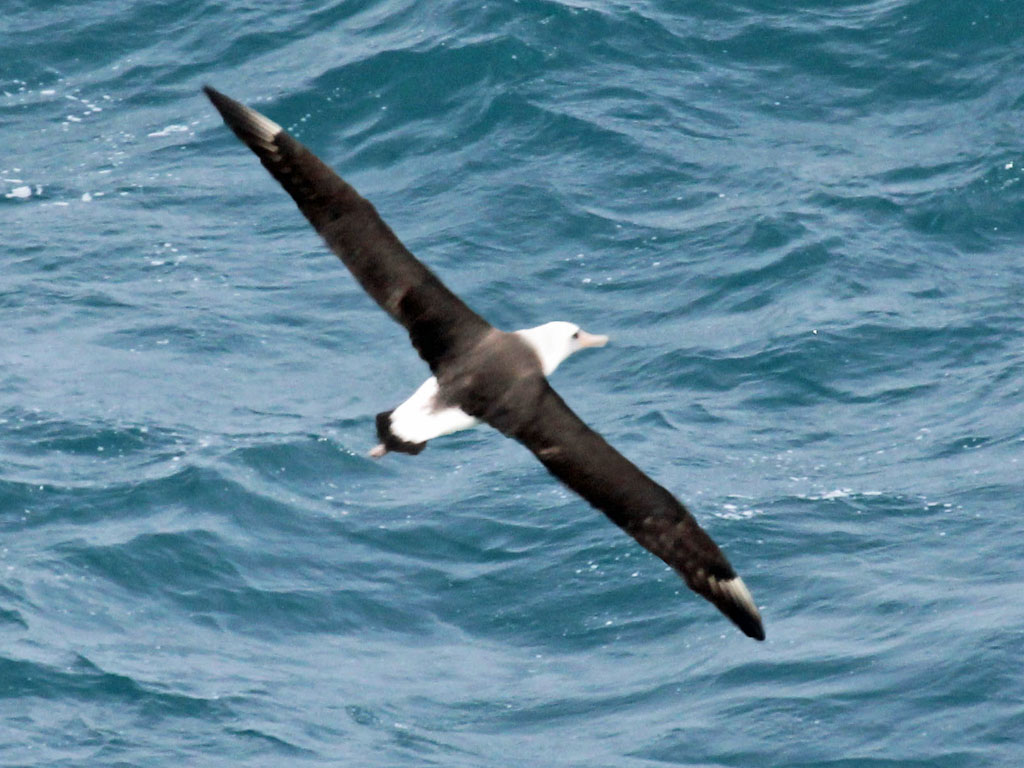
Tại Kilauea Point, đảo Kauai, Hawaii
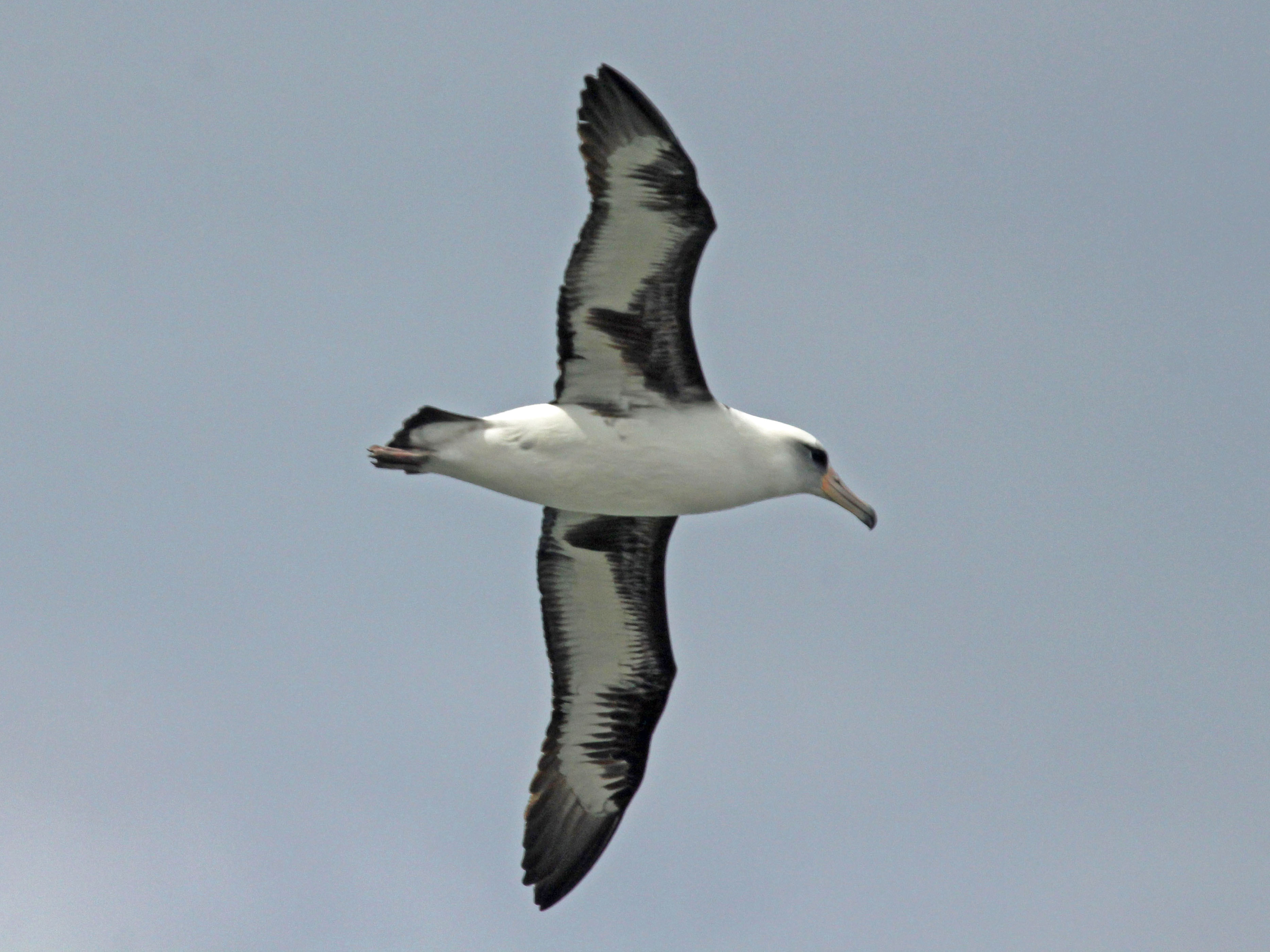
Tại Kilauea Point, đảo Kauai, Hawaii
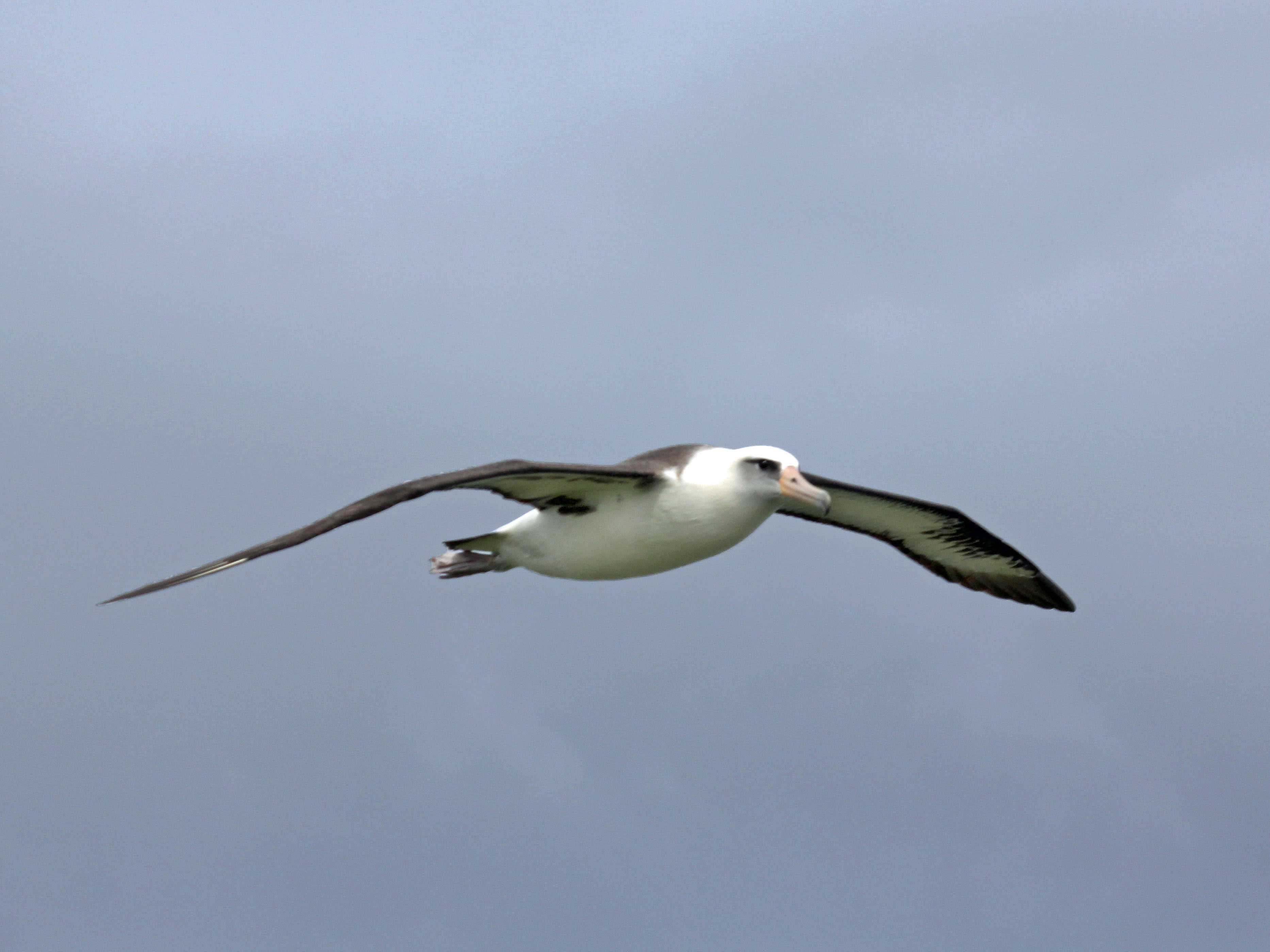
Tại Kilauea Point, đảo Kauai, Hawaii
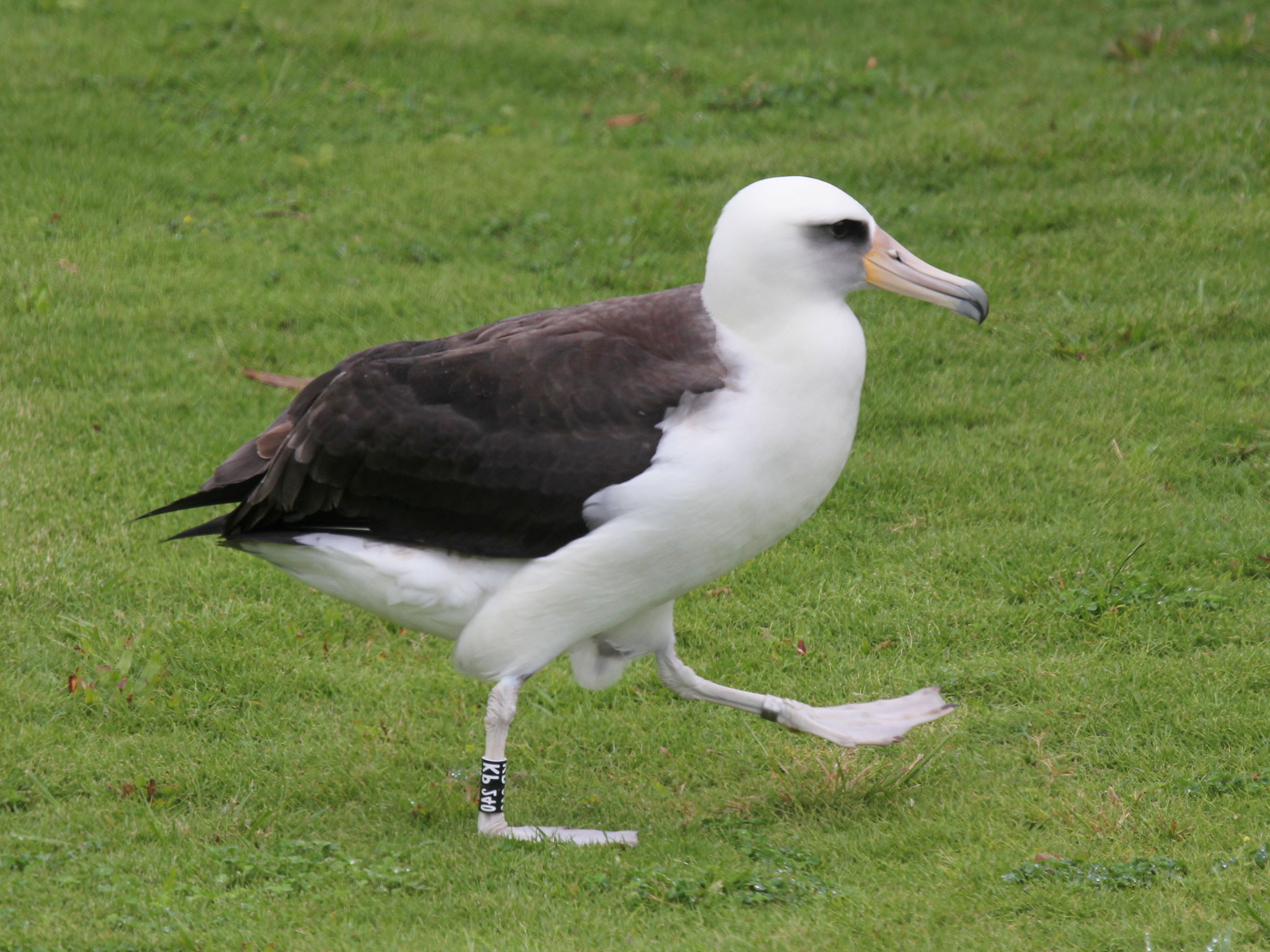
Tại Princeville
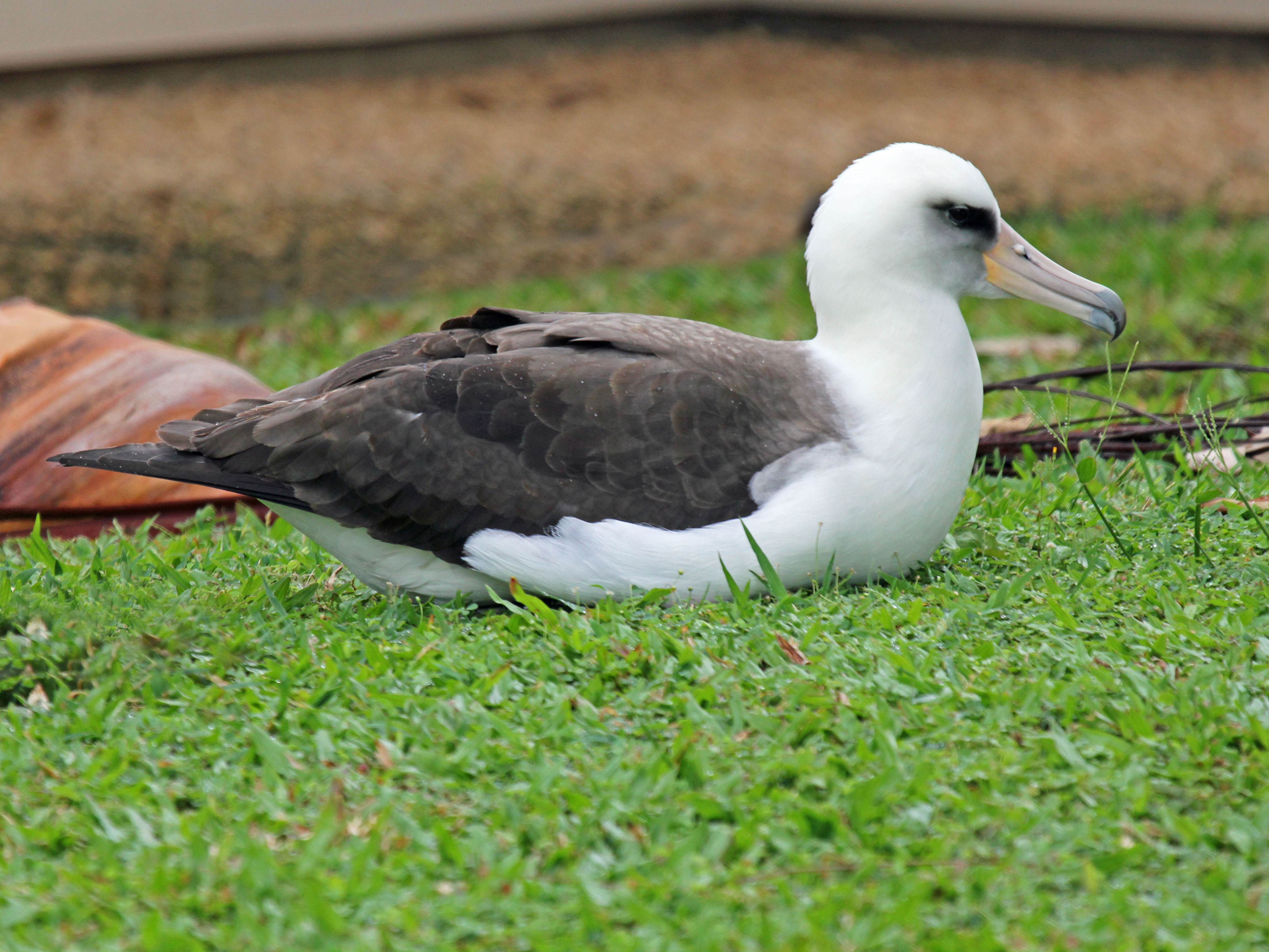
Tại Princeville
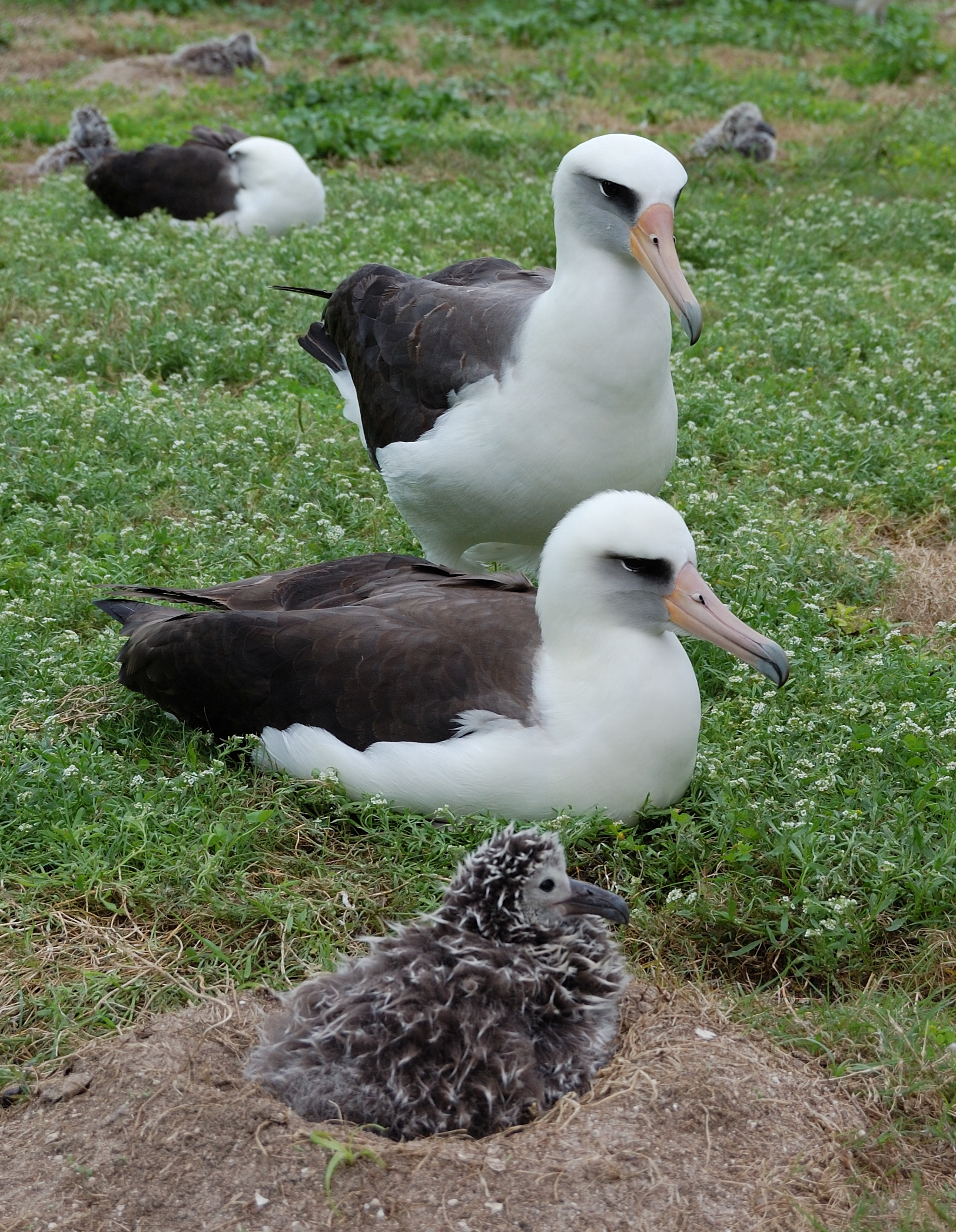